# Ischnopterapion fallens
Ischnopterapion fallens – gatunek chrząszcza z rodziny pędrusiowatych i podrodziny Apioninae. Zamieszkuje Europę i zachód Afryki Północnej. Żeruje na komonicach.

## Taksonomia
Gatunek ten opisany został po raz pierwszy w 1864 roku przez Josepha Antoine’a Wenckera pod nazwą Apion fallax. Okazała się ona jednak młodszym homonimem, w związku z czym zastąpiona została w 1888 roku przez Sylvaina Auguste’a de Marseula nazwą Apion fallens.

## Morfologia
Chrząszcz o ciele długości od 2,2 do 2,6 mm. Ubarwienie ma czarne ze słabo zaznaczonym niebieskawym połyskiem metalicznym na pokrywach. Owłosienie wierzchu ciała jest słabiej zaznaczone niż u I. aeneomicans.
Ryjek jest w przybliżeniu tak długi jak głowa i przedplecze razem wzięte, u samca nieco krótszy niż u samicy, u obu płci słabo zakrzywiony, słabiej niż u I. loti i I. modestum, wyraźnie ku wierzchołkowi zwężający się.  Dość cienkie czułki osadzone są w nasadowej połowie ryjka nieopodal jego środka.
Na powierzchni szerszego niż dłuższego przedplecza występują grubsze niż I. loti i I. modestum punkty rozmieszczone bardzo gęsto i miejscami zlewające się, zwłaszcza u samca. Tarczka jest krótka, naga i niepunktowana. Pokrywy mają boki równoległe do lekko zaokrąglonych. Międzyrzędy są szersze od rzędów, mikrosiateczkowane i niewyraźnie punktowane. Pierwszy człon stóp nie jest wyraźnie dłuższy od następnego.
Spośród widocznych sternitów odwłoka pierwszy i drugi rozdzielone są kompletnym, choć delikatnym szwem. Genitalia samca mają edeagus o  szerokim wcięciem rozdzielonych płatach parameroidalnych oraz zaokrąglonym w widoku grzbietowym i prostym w widoku bocznym wierzchołku płata środkowego (prącia).

## Ekologia i występowanie
Owad ten preferuje suche tereny otwarte o roślinności łąkowej, nie gardząc takimi o zasolonym podłożu. Zarówno larwy, jak i postacie dorosłe są monofagicznymi fitofagami żerującymi na komonicach, w tym: błotnej, zwyczajnej i wąskolistnej. Larwy są endofagiczne i rozwijają się wewnątrz strąków, prowadząc do ich miejscowych rozdęć i odkształceń. Tam też następuje przepoczwarczenie. Aktywne postacie dorosłe obserwuje się od maja do września.
Gatunek palearktyczny. W Europie znany jest z Francji,  Niemiec, Szwajcarii, Austrii, Włoch, Czech, Słowacji, Węgier, Rumunii, Bułgarii, Chorwacji, Bośni i Hercegowiny, Grecji i południa europejskiej części Rosji (po Kaukaz Północny), a w Afryce z Algierii.
Na „Czerwonej liście gatunków zagrożonych Republiki Czeskiej” umieszczony został jako gatunek krytycznie zagrożony wymarciem (CR).